# ATR 72

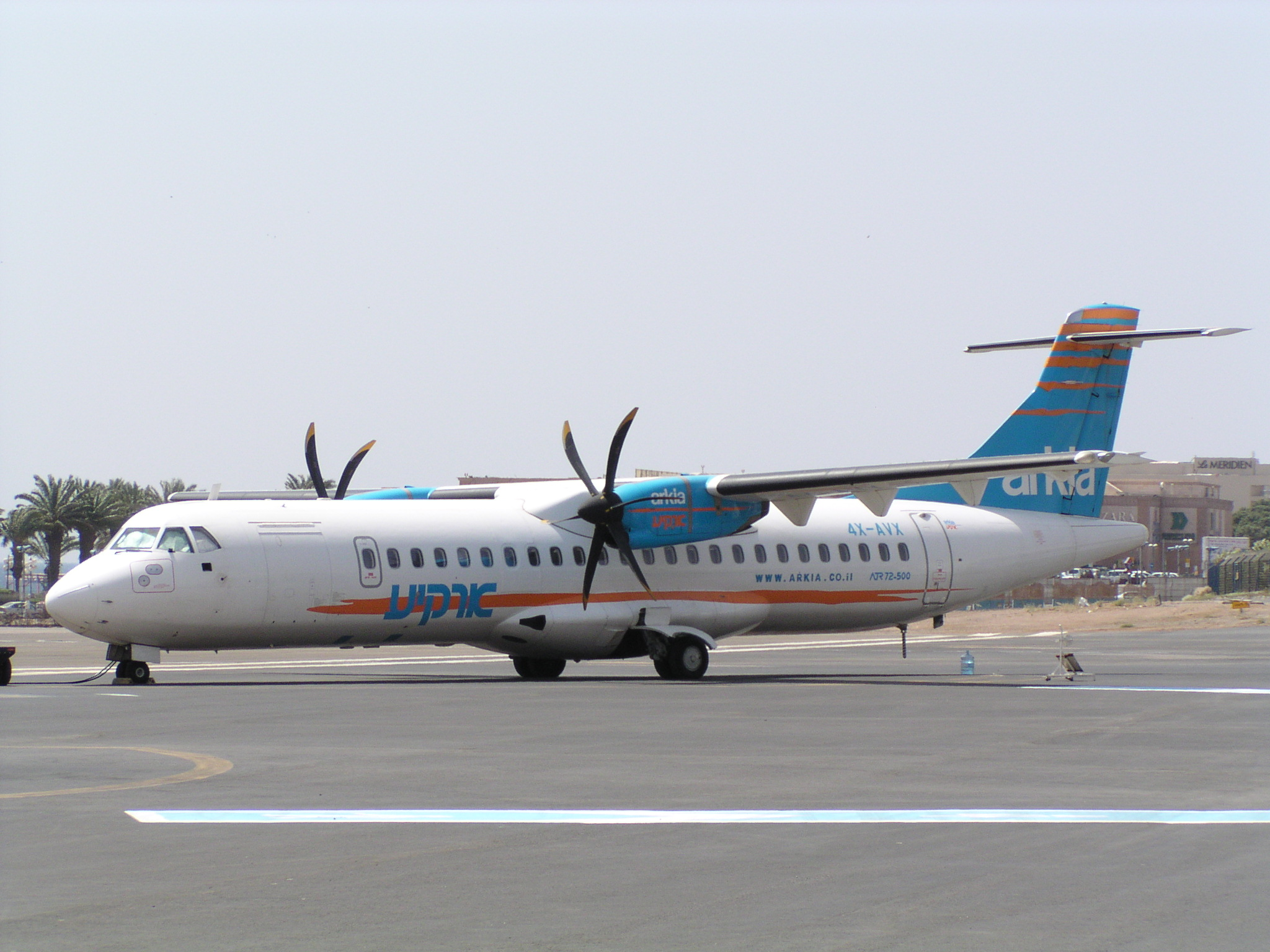
ATR 72-500 компанії «Arkia» в аеропорту Ейлат

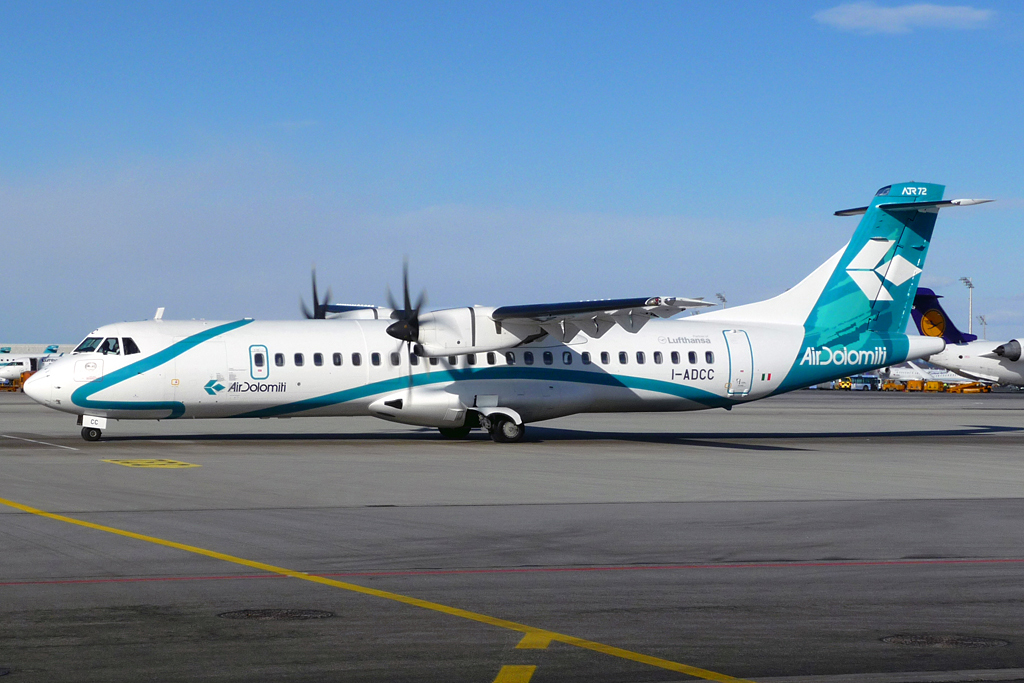
ATR 72-500, Air Dolomiti

ATR 72 — пасажирський двомоторний  турбогвинтовий літак для середньомагістральних перельотів. Літак призначено для перевезення до 74 пасажирів одного класу на середні відстані й керується двома пілотами. Виробник — франко-італійський концерн ATR.

## Проєктування і розробка
Перша згадка: 1985 рік. Перша з трьох тестових машин здійснила політ 27 жовтня 1988 року. Цей літак будувався на базі ATR 42. Головними змінами стали збільшення довжини літака на 4,5 метрів, нові, здебільшого композитні матеріали, збільшений запас палива, крила більшого розмаху. Базовий варіант комплектувався двигунами PW124B, варіант 210 — двигуном від ATR 42-500.

## Аеродинамічна схема
Двомоторний турбогвинтовий високоплан із прямим крилом.

## Варіант

### ATR 72-100
Два підтипи були позначені серією −100.
- ATR 72-101 — початковий варіант з передніми та задніми пасажирськими дверима та двома двигунами Pratt & Whitney PW124B сертифікація в вересні 1989.
- ATR 72-102 — варіант з передніми вантажними дверима та задніми пасажирськими та двома двигунами PW124B, сертифікація в грудні 1989.

### ATR 72-200
- ATR 72-201
- ATR 72-202

### ATR 72-210
Два підтипи були позначені серією −210 з двигунами двигунами Pratt & Whitney PW127 потужністю 2050 кВт кожний розроблений для роботи в жарких та високогірних умовах.
- ATR 72-211 — сертифікація у грудні 1992.
- ATR 72-212 — варіант зі збільшеними вантажними дверима, сертифікація в грудні 1992.
- ATR 72-212A — варіант з використанням 6-лопастного пропелеру, збільшеної максимальної ваги та покращеної автоматизацією роботи для полегшення пілотування, обладнаний двигунами PW127F або PW127M , сертифікація в січні 1997.

### ATR 72-500
Початкова маркетингова назва для ATR 72-212A.

### ATR 72-600
Маркетингова назва для ATR 72-212A з різним обладнанням. Літак серії -600 був анонсований у жовтні 2007 року; перші поставки були заплановані на другу половину 2010 року.  Перший політ прототипу ATR 72-600 відбувся 24 липня 2009 року; його було переобладнано з ATR 72-500.
ATR 72-600 має кілька вдосконалень. Він оснащений новими двигунами PW127M , які дозволяють збільшити злітну потужність на 5% за допомогою «функції прискорення», яка використовується лише тоді, коли цього вимагають умови зльоту. Пілотна кабіна має п’ять широких РК-екранів (поліпшення EFIS попередніх версій). Багатоцільовий комп’ютер (MPC) спрямований на підвищення безпеки польотів і експлуатаційних можливостей, а нова авіоніка виробництва Thales забезпечує необхідні можливості навігації (RNP). Він також має легші сидіння та більші багажні відсіки над головою. У грудні 2015 року EASA схвалила нову схему розміщення сидінь із високою щільністю, збільшивши максимальну кількість місць із 74 до 78.
Під час Дубайського авіашоу 2021 року в середині листопада 2021 року компанія ATR представила новий двигун ATR 72-600, який оснащується новими силовими установками PW127XT із на 20% нижчими витратами на обслуговування та на 3% меншим споживанням палива, ніж попередня силова установка PW127M.

## Схожі літаки
- Bombardier Dash 8 Series 400
- British Aerospace ATP
- CASA C-295
- Fokker 50
- Handley Page Herald
- Xian MA600
- NAMC YS-11
- Indian Regional Jet
- Saab 2000
- Ан-24
- Ан-140

## Аварії та надзвичайні ситуації
- 31 жовтня 1994 — ATR 72–212 рейсу № 4184 компанії «American Eagle» (філія American Airlines) розбився через оледініння в містечку Розлон (штат Індіана). Загинуло 68 осіб: всі пасажири та члени екіпажу.
- 6 серпня 2005 — Tuninter 1153, ATR 72 приводнився біля Палермо через встановлення паливоміра від ATR 42 (різниця в показниках 1800 кг палива). За підсумками розслідування можливо було «дотягнути» й посадити літак в Палермо. Загинуло 16 з 39 людей. (8 серія 7 сезону Розслідування авіакатастроф від National Geografic)
- 23 липня 2014 — літак ATR 72-500 рейсу TransAsia Airways 222 розбився при заході на посадку в аеропорті Магун на Тайванському архіпелазі Пенху. Загинуло 48 людей, 10 людей вижило. (2 серія 18 сезону Розслідування авіакатастроф від National Geografic)
- 21 червня 2017 — при зльоті літака російської компанії «UTair» в місті Сургут зруйнувалася права стійка шасі. Аварійне приземлення в Тюмені.
- 18 лютого 2018 — в Ірані розбився пасажирський літак ATR 72-200 рейс 3704, компанії «Iran Aseman Airlines», 66 загиблих. Літак упав поблизу міста Семіром у провінції Ісфаган, коли пролітав між Тегераном і Ясуджем в гірській місцевості.
- 15 січня 2023 — в Непалі біля аеропорту міста Покхара розбився пасажирський літак ATR-72 компанії Yeti Airlines. Загинуло 72 особи, із них 68 пасажирів та 4 члени екіпажу.[2]
- 9 серпня 2024 — в бразильському штаті Сан-Паулу розбився ATR 72-500 авіакомпанії Voepass із 62 людьми на борту, з них 58 пасажирів і 4 члени екіпажу.[3]

- * Перелік інцидентів, інформація про які є у NTSB :  Aviation database [Архівовано 18 лютого 2017 у Wayback Machine.]

- * Перелік інцидентів, інформація про які є у ANSV[en]: Перелів інцидентів з коротким описом ситуації [Архівовано 18 лютого 2017 у Wayback Machine.]